# Vizcayne
Vizcayne appelé anciennement Everglades on the Bay est un ensemble de deux gratte-ciel résidentiel (condominium) construit à Miami en Floride aux États-Unis de 2005 à 2008.
Il comprend deux bâtiments identiques;
- Vizcayne, South Tower haute de 164 mètres comprenant 866 logements [1]
- Vizcayne, North Tower haute de 164 mètres comprenant 325 logements[2].

L'architecte est l'agence Fullerton Diaz.